# Liste der japanischen Botschafter in Tschechien

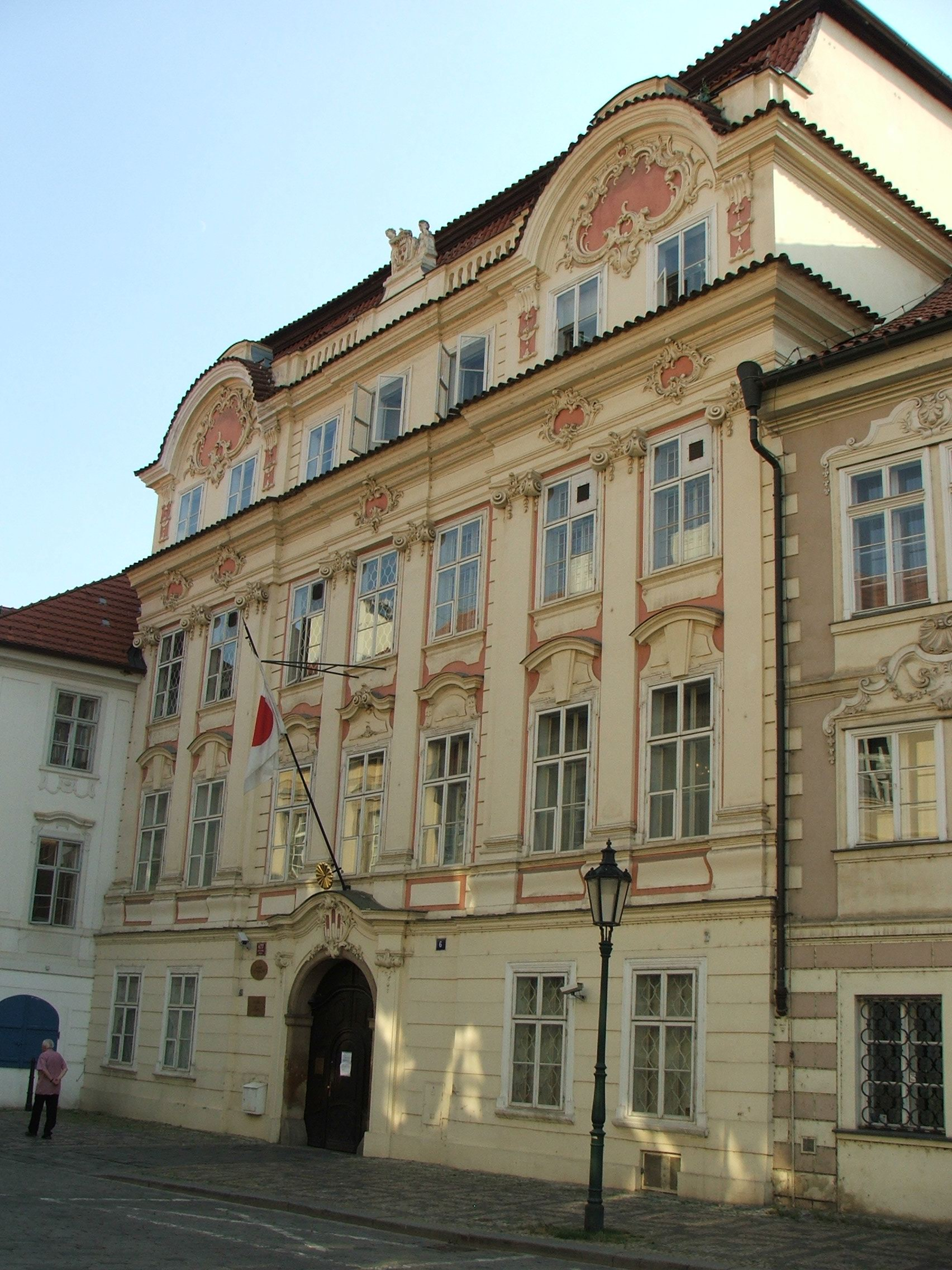
Die Botschaft befindet sich in der Maltézské náměstí 6, Prag.

Bis 2002 war der japanische Botschafter in Prag regelmäßig auch in Bratislava akkreditiert.

## Geschichte
Am 16. März 1939, anlässlich der Zerschlagung der Rest-Tschechei widerrief das Kabinett von Abe Nobuyuki die Anerkennung der Regierung Rudolf Beran II. Am 9. Dezember 1941 erklärte die Tschechoslowakische Exilregierung Regierung Jan Šrámek I in London dem Kabinett Tōjō den Krieg. Am 13. Februar 1957 wurden die diplomatischen Beziehungen wieder aufgenommen.
| Ernennung / Akkreditierung | Botschafter        | Japanische Schrift | Bemerkungen | ernannt während der Regierung von | akkreditiert während der Regiung von | Posten verlassen |
| -------------------------- | ------------------ | ------------------ | --- | --------------------------------- | ------------------------------------ | ---------------- |
| 29. Nov. 1921              | Nagaoka Harukazu   | 長岡春一           | | Takahashi Korekiyo                | Tomáš Garrigue Masaryk               |                  |
| 28. Jan. 1925              | Yoshiro Kikuchi    | 芳郎菊池           | Unterzeichnete am 28. Januar 1925 einen Vertrag für die japanische Regierung mit der tschechoslowakischen Regierung.                                                                    | Kiyoura Keigo                     | Tomáš Garrigue Masaryk               |                  |
| 30. Mai 1928               | Eiichi Kimura      | 栄一木村           | | Tanaka Giichi                     | Tomáš Garrigue Masaryk               |                  |
| 18. Juni 1931              | Masaaki Hotta      | 正明堀田           | | Wakatsuki Reijirō                 | Tomáš Garrigue Masaryk               |                  |
| 23. März 1937              | Keinosuke Fujii    | 藤井啓之助         | (* März 1888 in der Präfektur Gunma 1959) 1918: geschäftsführender Generalkonsul in Sansome Douglas. 1932 bis 9. Januar 1933 Geschäftsträger in Berlin, 1934: Geschäftsträger in London | Hayashi Senjūrō                   | Edvard Beneš                         |                  |
| 30. Okt. 1957              | Shiroshichi Kimura | 木村四郎七         | (* 24. Oktober 1902) 1966–1968: Botschafter in Seoul | Kishi Nobusuke                    | Antonín Novotný                      |                  |
| 19. Okt. 1961              | Kijiro Miyake      |                    | | Ikeda Hayato                      | Antonín Novotný                      |                  |
| 23. Sep. 1965              | Taro Tokunaga      | 太郎徳永           | | Satō Eisaku                       | Antonín Novotný                      |                  |
| 14. Mai 1968               | Takeo Ozawa        | 武雄小沢           | | Satō Eisaku                       | Ludvík Svoboda                       |                  |
| 5. Apr. 1971               | Takeshi Kanematsu  | 武兼松             | | Satō Eisaku                       | Ludvík Svoboda                       |                  |
| 21. Nov. 1972              | Saburo Kimoto      | 三郎きもと         | | Tanaka Kakuei                     | Ludvík Svoboda                       |                  |
| 20. März 1976              | Fumihiko Suzuki    | 鈴木文彦           | [ 1 ] | Fukuda Takeo                      | Gustáv Husák                         |                  |
| 9. Apr. 1980               | Ichiro Yoshioka    | イチロー吉岡       | | Suzuki Zenkō                      | Gustáv Husák                         |                  |
| 14. März 1983              | Tadashi Otaka      | 忠大高             | | Nakasone Yasuhiro                 | Gustáv Husák                         |                  |
| 7. März 1987               | Haruyuki Mabuchi   | 治之マブチ         | | Takeshita Noboru                  | Gustáv Husák                         |                  |
| 17. Apr. 1989              | Chisachi Kato      |                    | Ab 1. April 1991 bei der Tschechischen Regierung akkreditiert. | Kaifu Toshiki                     | Václav Havel                         |                  |
| 1. Apr. 1993               | Kuniaki Asomura    | 阿曽村 邦昭        | 1991: Botschafter in Hanoi | Hosokawa Morihiro                 | Václav Havel                         |                  |
| 4. Okt. 1994               | Nobuo Miyamoto     | 信夫宮本           | | Murayama Tomiichi                 | Václav Havel                         |                  |
| 2. Apr. 1997               | Shunji Maruyama    | 俊二丸山           | 1964: Attaché, Embassy of Japan, New Delhi, 1986 Generalkonsul in Ottawa, 1990 Botschafter in Asución                                                                                   | Hashimoto Ryūtarō                 | Václav Havel                         |                  |
| 27. Dez. 1999              | Hiroto Ishida      | 裕人石田           | (* 1941) 1991–1993: Leiter der Abteilung Kernenergie, 1994–1995: Vice-Minister des Ministeriums für Bildung, Kultur, Sport, Wissenschaft und Technologie (Japan) unter Makiko Tanaka    | Obuchi Keizō                      | Václav Havel                         |                  |
| 3. Feb. 2003               | Koichi Takahashi   | 光一高橋           | 1997: Counsellor, Permanent Mission, Geneva | Koizumi Jun’ichirō                | Václav Klaus                         |                  |
| 21. Apr. 2005              | Hideaki Kumazawa   | 英明熊澤           | (* 1953) | Koizumi Jun’ichirō                | Václav Klaus                         |                  |
| 10. Okt. 2008              | Chikahito Harada   | 原田親仁           | (* 21. April 1951) Ab 2010: Botschafter in Moskau | Asō Tarō                          | Václav Klaus                         |                  |
| 1. März 2011               | Toshio Kunikata    | 俊夫國方           | | Noda Yoshihiko                    | Václav Klaus                         |                  |
| 2013                       | Tetsuo Yamakawa    | 哲夫山川           | |                                   |                                      |                  |